# 拉久尔
拉久尔（Rajur），是印度马哈拉施特拉邦Yavatmal县的一个城镇。总人口11677（2001年）。

## 人口
该地2001年总人口11677人，其中男性6027人，女性5650人；0—6岁人口1485人，其中男759人，女726人；识字率69.95%，其中男性为77.77%，女性为61.61%。